# Santibáñez de Vidriales
Santibáñez de Vidirales és un municipi de la província de Zamora, a la comunitat autònoma de Castella i Lleó.

## Demografia
| 1991 | 1996 | 2001 | 2004 |
| ---- | ---- | ---- | ---- |
| 1581 | 1437 | 1334 | 1287 |